# Férfi szlalom kenu kettes a 2008. évi nyári olimpiai játékokon
A 2008. évi nyári olimpiai játékokon a kajak-kenu férfi szlalom kenu kettes versenyszámát augusztus 13. és 15. között rendezték a Shunyi olimpiai parkban.
A selejtező első tíz helyezettje kvalifikálta magát az elődöntőbe, innen a csapatok közül az első hat helyezett folytathatta a döntőben. A végeredmény az elődöntő és a döntő összesített időeredményéből alakult ki.
A selejtezőt augusztus 13-án, az elődöntőt augusztus 14-én, míg a döntőt augusztus 15-én bonyolították le.

## Eredmények
Az időeredmények másodpercben értendők. A rövidítések jelentése a következő:
- Q: továbbjutás helyezés alapján

### Selejtező
| H   | Név                                   | Nemzet                        | Eredmény | Eredmény | Eredmény | Eredmény | Eredmény | Eredmény | Eredmény | Eredmény | Eredmény   | Eredmény   | Mj |
| H   | Név                                   | Nemzet                        | 1. futam | 1. futam | 1. futam | 1. futam | 2. futam | 2. futam | 2. futam | 2. futam | Összesítés | Összesítés | Mj |
| H   | Név                                   | Nemzet                        | Idő      | Hp       | Össz     | H        | Idő      | Hp       | Össz     | H        | Idő        | Kül        | Mj |
| --- | ------------------------------------- | ----------------------------- | -------- | -------- | -------- | -------- | -------- | -------- | -------- | -------- | ---------- | ---------- | -- |
| 1.  | Pavol Hochschorner Peter Hochschorner | Szlovákia (SVK)               | 93,69    | +0       | 93,69    | 1.       | 93,04    | +0       | 93,04    | 2.       | 186,73     |            | Q  |
| 2.  | Martin Braud Cédric Forgit            | Franciaország (FRA)           | 96,17    | +0       | 96,17    | 4.       | 92,39    | +0       | 92,39    | 1.       | 188,56     | +1,83      | Q  |
| 3.  | Hu Minghai Shu Junrong                | Kína (CHN)                    | 95,30    | +2       | 97,30    | 5.       | 93,34    | +0       | 93,34    | 3.       | 190,64     | +3,91      | Q  |
| 4.  | Ondřej Štěpánek Jaroslav Volf         | Csehország (CZE)              | 91,78    | +2       | 93,78    | 2.       | 93,16    | +4       | 97,16    | 5.       | 190,94     | +4,21      | Q  |
| 5.  | Felix Michel Sebastian Piersig        | Németország (GER)             | 96,04    | +0       | 96,04    | 3.       | 96,33    | +0       | 96,33    | 4.       | 192,37     | +5,64      | Q  |
| 6.  | Mihail Kuznyecov Dmitrij Larionov     | Oroszország (RUS)             | 96,43    | +2       | 98,43    | 7.       | 97,65    | +0       | 97,65    | 6.       | 196,08     | +9,35      | Q  |
| 7.  | Marcin Pochwała Paweł Sarna           | Lengyelország (POL)           | 98,38    | +0       | 98,38    | 6.       | 100,37   | +0       | 100,37   | 8.       | 198,75     | +12,02     | Q  |
| 8.  | Andrea Benetti Erik Masoero           | Olaszország (ITA)             | 100,08   | +0       | 100,08   | 9.       | 102,20   | +0       | 102,20   | 9.       | 202,28     | +15,55     | Q  |
| 9.  | Mark Bellofiore Lachlan Milne         | Ausztrália (AUS)              | 96,61    | +8       | 104,61   | 11.      | 96,21    | +2       | 98,21    | 7.       | 202,82     | +16,09     | Q  |
| 10. | Szanma Maszatosi Nagao Hirojuki       | Japán (JPN)                   | 99,47    | +0       | 99,47    | 8.       | 111,09   | +2       | 113,09   | 10.      | 212,56     | +25,83     | Q  |
| 11. | Rick Powell Casey Eichfeld            | Egyesült Államok (USA)        | 101,69   | +0       | 101,69   | 10.      | 199,65   | +52      | 151,65   | 11.      | 253,34     | +66,61     |    |
| 12. | Cyprian Ngidi Cameron McIntosh        | Dél-afrikai Köztársaság (RSA) | 117,83   | +2       | 119,83   | 12.      | 105,37   | +52      | 157,37   | 12.      | 277,20     | +90,47     |    |

### Elődöntő
| H   | Név                                   | Nemzet              | Eredmény | Eredmény | Eredmény   | Eredmény   | Mj |
| H   | Név                                   | Nemzet              | futam    | futam    | Összesítés | Összesítés | Mj |
| H   | Név                                   | Nemzet              | Idő      | Hp       | Idő        | Kül        | Mj |
| --- | ------------------------------------- | ------------------- | -------- | -------- | ---------- | ---------- | -- |
| 1.  | Felix Michel Sebastian Piersig        | Németország (GER)   | 94,38    | +0       | 94,38      |            | Q  |
| 2.  | Pavol Hochschorner Peter Hochschorner | Szlovákia (SVK)     | 92,88    | +2       | 94,88      | +0,50      | Q  |
| 3.  | Ondřej Štěpánek Jaroslav Volf         | Csehország (CZE)    | 95,33    | +0       | 95,33      | +0,95      | Q  |
| 4.  | Mihail Kuznyecov Dmitrij Larionov     | Oroszország (RUS)   | 98,57    | +0       | 98,57      | +4,19      | Q  |
| 5.  | Martin Braud Cédric Forgit            | Franciaország (FRA) | 98,76    | +4       | 102,76     | +8,38      | Q  |
| 6.  | Andrea Benetti Erik Masoero           | Olaszország (ITA)   | 101,64   | +2       | 103,64     | +9,26      | Q  |
| 7.  | Mark Bellofiore Lachlan Milne         | Ausztrália (AUS)    | 98,17    | +6       | 104,17     | +9,79      |    |
| 8.  | Marcin Pochwała Paweł Sarna           | Lengyelország (POL) | 105,32   | +0       | 105,32     | +10,94     |    |
| 9.  | Szanma Maszatosi Nagao Hirojuki       | Japán (JPN)         | 104,10   | +6       | 110,10     | +15,72     |    |
| 10. | Hu Minghai Shu Junrong                | Kína (CHN)          | 112,08   | +52      | 164,08     | +69,70     |    |

### Döntő
| H     | Név                                   | Nemzet              | Eredmény | Eredmény | Eredmény | Eredmény | Eredmény | Eredmény | Eredmény | Eredmény | Eredmény   | Eredmény   | Mj |
| H     | Név                                   | Nemzet              | elődöntő | elődöntő | elődöntő | elődöntő | döntő    | döntő    | döntő    | döntő    | Összesítés | Összesítés | Mj |
| H     | Név                                   | Nemzet              | Idő      | Hp       | Össz     | H        | Idő      | Hp       | Össz     | H        | Idő        | Kül        | Mj |
| ----- | ------------------------------------- | ------------------- | -------- | -------- | -------- | -------- | -------- | -------- | -------- | -------- | ---------- | ---------- | -- |
| Arany | Pavol Hochschorner Peter Hochschorner | Szlovákia (SVK)     | 92,88    | +2       | 94,88    | 2.       | 93,94    | +2       | 95,94    | 2.       | 190,82     |            |    |
| Ezüst | Ondřej Štěpánek Jaroslav Volf         | Csehország (CZE)    | 95,33    | +0       | 95,33    | 3.       | 97,56    | +0       | 97,56    | 3.       | 192,89     | +2,07      |    |
| Bronz | Mihail Kuznyecov Dmitrij Larionov     | Oroszország (RUS)   | 98,57    | +0       | 98,57    | 4.       | 96,80    | +2       | 98,80    | 4.       | 197,37     | +6,55      |    |
| 4.    | Martin Braud Cédric Forgit            | Franciaország (FRA) | 98,76    | +4       | 102,76   | 5.       | 95,43    | +0       | 95,43    | 1.       | 198,19     | +7,37      |    |
| 5.    | Andrea Benetti Erik Masoero           | Olaszország (ITA)   | 101,64   | +2       | 103,64   | 6.       | 98,48    | +2       | 100,48   | 5.       | 204,12     | +13,30     |    |
| 6.    | Felix Michel Sebastian Piersig        | Németország (GER)   | 94,38    | +0       | 94,38    | 1.       | 108,05   | +2       | 110,05   | 6.       | 204,43     | +13,61     |    |